# Pounamuella insula
Pounamuella insula là một loài nhện trong họ Orsolobidae.
Loài này thuộc chi Pounamuella. Pounamuella insula được Raymond Robert Forster & Norman I. Platnick miêu tả năm 1985.